# Familie Feuerstein – Weihnachten im Steintal
Familie Feuerstein – Weihnachten im Steintal ist ein 1993 produzierter Hanna-Barbera-Fernseh-Trickfilm zur Fernsehserie Familie Feuerstein, der auch unter dem Titel Steihnachten bei Familie Feuerstein bekannt ist. Das 30-minütige Special wurde 1994 für einen Emmy nominiert.

## Handlung
Fred Feuerstein ist sehr aufgeregt, da Pebbles und Bamm-Bamm mit ihren Kindern über Steihnachten zu Besuch kommen und er bei der Parade den Steihnachtsmann spielen darf. Leider verzögert sich der Flug aufgrund dichten Schneetreibens und Fred und sein Freund Barney werden von einem Jungen ausgeraubt, der sich als Steihnachtsmann verkleidet hat. Auf der Polizeiwache erfahren sie von Kiesela Zahnstein vom Jugendamt, dass der junge Steini bisher bei allen Pflegefamilien schlechte Erfahrungen hinterlassen hat und immer nur abgewiesen wurde. Dies weckt Wilmas Mitleid, also nehmen sie den Jungen zu Freds Missfallen bei ihnen auf. Schließlich wird Fred durch einen unglücklich ausgeführten Plan Steinis, sich bei ihm für sein Vertrauen zu bedanken, eingesperrt. Glücklicherweise kann sein Arbeitgeber Mister Schiefer ihn aus dem Gefängnis holen, damit er doch noch bei der Parade mitfahren kann. Fred fasst nun einen Entschluss und bringt die Flugsaurier, die seinen Schlitten ziehen, dazu aufzusteigen und holt Steini aus dem Auto von Frau Zahnstein. Am Ende wird Steini als neues Mitglied in die Familien Feuerstein und Geröllheimer aufgenommen.

## Produktion und Veröffentlichung
Der Film entstand unter der Regie von Ray Patterson und unter Produzent Larry Huber. Die Musik stammt von Steven Bramson und für den Schnitt war Pat Foley verantwortlich. 
Die Erstausstrahlung geschah am 18. Dezember 1993 bei ABC in den USA. Im Oktober 1994 folgte die Veröffentlichung der deutschen Fassung auf VHS durch Ufa Video. 2011 kam der Film in den USA bei Warner Home Video auf DVD heraus.

## Synchronisation
| Rolle  | englische Sprecher  | deutsche Sprecher        |
| ------ | ------------------- | ------------------------ |
| Fred   | Henry Corden        | Engelbert von Nordhausen |
| Wilma  | Jean Vander Pyl     |                          |
| Barney | Frank Welker        | Michael Habeck           |
| Betty  | B.J. Ward           |                          |
| Stella | Didi Conn           |                          |
| Steini | Christine Cavanaugh |                          |